# Pirttijärvi (sjö i Finland, Päijänne-Tavastland)
Pirttijärvi är en sjö i Finland. Den ligger i kommunen Gustav Adolfs i landskapet Päijänne-Tavastland, i den södra delen av landet, 160 km norr om huvudstaden Helsingfors. Pirttijärvi ligger 121,8 meter över havet. I omgivningarna runt Pirttijärvi växer i huvudsak blandskog. Arean är 1 kvadratkilometer och strandlinjen är 8,42 kilometer lång. Sjön  ingår i Kymmene älvs huvudavrinningsområde. 